# Wereldkampioenschap schaatsen allround 1910
Het Wereldkampioenschap schaatsen allround 1910 werd op 5 en 6 maart in het Pohjoissatama te Helsingfors (nu: Helsinki) gehouden.
Titelverdediger was Oscar Mathisen, die in het Gamle Frogner Stadion in Kristiania wereldkampioen was geworden. Nikolaj Stroennikov won zijn eerste titel.

## Eindklassement
| Rang   | Schaatser           | Land               | Punten | 500m      | 5000m        | 10.000m      | 1500m       |
| ------ | ------------------- | ------------------ | ------ | --------- | ------------ | ------------ | ----------- |
| Goud   | Nikolaj Stroennikov | Keizerrijk Rusland | 9      | 49,3 (3)  | 9.31,8 (3)   | 18.34,0 (1)  | 2.33,0 (2)  |
| Zilver | Oscar Mathisen      | Noorwegen          | 10     | 46,3 (1)  | 9.30,6 (2)   | 19.18,0 (6)  | 2.32,6 (1)  |
| Brons  | Martin Sæterhaug    | Noorwegen          | 14     | 47,8 (2)  | 9.32,0 (4)   | 19.17,6 (5)  | 2.35,2 (3)  |
| 4      | Magnus Johansen     | Noorwegen          | 15     | 51,0 (10) | 9.27,9 (1)   | 18.57,2 (2)  | 2.39,1 (4)  |
| 5      | Väinö Wickström     | Finland            | 18     | 49,5 (4)  | 9.44,0 (6)   | 19.08,8 (3)  | 2.39,2 (5)  |
| 6      | Jevgeni Boernov     | Keizerrijk Rusland | 26     | 54,5 (12) | 9.37,0 (5)   | 19.15,8 (4)  | 2.42,2 (7)  |
| 7      | Björn Damstén       | Finland            | 28     | 49,8 (6)  | 9.45,8 (7)   | 19.33,8 (8)  | 2.43,0 (8)  |
| 8      | Gunnar Strömstén    | Finland            | 28     | 50,4 (9)  | 9.46,2 (8)   | 19.24,5 (7)  | 2.39,4 (6)  |
| 9      | Thomas Bohrer       | Oostenrijk         | 33     | 50,3 (8)  | 10.01,1 (10) | 19.58,4 (9)  | 2.44,3 (9)  |
| 10     | Birger Carlsson     | Zweden             | 39     | 53,8 (11) | 10.18,8 (11) | 20.00,0 (10) | 2.52,6 (10) |
| NS3    | Jussi Wiinikainen   | Finland            | -      | 49,7 (5)  | 9.57,2 (9)   | NS           |             |
| NS3    | Johan Vikander      | Finland            | -      | 49,9 (7)  | NF           | NS           |             |

* = met val
NC = niet gekwalificeerd
NF = niet gefinisht
NS = niet gestart
DQ = gediskwalificeerd